# Денизли, Мустафа
Мустафа Денизли (тур. Mustafa Denizli; род. 10 ноября 1949, Алачаты, Измир) — турецкий футболист и футбольный тренер.
Мустафа Денизли тренировал многие турецкие клубы, включая «Стамбульскую Большую Тройку» («Фенербахче», «Бешикташ» и «Галатасарай») и выиграл с ними три Суперлиги. В настоящее время является первым в истории, кто выиграл три Суперлиги с тремя разными командами. Денизли также работал и за пределами Турции: в Германии с «Ахеном», в Иране с «Персеполисом» и ПАСом и в Азербайджане с «Хазар-Ленкоранью». В течение четырёх лет он тренировал национальную команду Турции и вывел её в четвертьфинал Евро 2000. 23 декабря 2011 года он вернулся в «Персеполис», но в конце сезона покинул команду.

## Карьера игрока
Провёл 17 лет в своём родном клубе «Алтай» в Измире и приобрёл репутацию одного из лучших левых крайних нападающих в лиге.
В 1980 году Мустафа Денизли стал бомбардиром лиги с 12 голами. В 1983 году перешёл в «Галатасарай», после того как «Алтай» вылетел из лиги в сезоне 1982/83. После сезона 1983/84 он решил завершить карьеру футболиста. За время карьеры его 33 раза вызывали в состав национальной команды

## Карьера тренера
Он начал свою следующую карьеру в качестве ассистента главного тренера под руководством Юппа Дерваля в сборной Германии и работал три года на этом же посту и в «Галатасарай». В 1987 году стал главным тренером команды и выиграл с ней в том же году турецкую Суперлигу. В сезоне 1988/89 дошёл с «Галатасараем» до полуфинала Кубка европейских чемпионов, но на пути к финалу их остановила «Стяуа» из Бухареста. Мустафа Денизли покинул «Галатасарай» в 1989 году. В сезоне 1989/90 он подписал контракт с клубом из Второй Бундеслиги с «Ахеном». Денизли установил новый тип атакующего футбола для «Ахена», но он покинул команду после того, как клуб столкнулся с вылетом в Третью лигу. После этого он вернулся в Турцию и снова возглавил «Галатасарай». Под его руководством команда выиграла Кубок Турции и дошла до четвертьфинала Кубка обладателей кубков УЕФА. С 1992 года по 1995 год он тренировал «Коджаэлиспор», затем был назначен главным тренером национальной команды и покинул её в 2000 году.
В 2000 году «Фенербахче» предложил ему место у руля команды, и в конце сезона 2000/01 под его руководством «Фенербахче» выиграл лигу впервые за пять лет. Денизли стал первым турецким тренером «Фенербахче», который выиграл турецкую Суперлигу. Но его команда плохо выступила в Лиге чемпионов, проиграв «Барселоне», «Лиону» и «Байер». В 2002 году сборная Нигерии хотела пригласить Денизли для подготовки команды к чемпионату мира 2002, но из-за ряда проблем предложение было отменено. Денизли присоединился к «Манисаспор».
В 2004 году Денизли поступали предложения из Японии и Южной Кореи, но он принял предложения от чемпиона иранской премьер-лиги ПАС. Под его руководством команда боролась за титул чемпиона, но финишировала второй. Ходили слухи, что он должен был возглавить сборную Ирана для подготовки и успешному выступлению на чемпионате мира 2006. ПАС с Денизли дошёл до четвертьфинала азиатской Лиги чемпионов, где проиграл «Аль-Айну», 4:4 по сумме двух матчей. Денизли сказал, что покинет ПАС и вернётся в Турцию.
В августе 2006 года Денизли был нанят на пост главного тренера иранского «Персеполиса», после того как был уволен Ари Хан. 3 июня 2007 года он ушёл в отставку после неудачного сезона с «Персеполисом». В этом сезоне в Кубке Ирана команда проиграла «Сепахану» со счётом 4:1, а в чемпионате заняла 3-е место. Денизли объявил, что заинтересован в должности главного тренера сборной Ирана при условии, что он сможет достичь соглашения с ФФИ. Было сказано, что Денизли станет главным тренером сборной, после того как Бранко Иванкович не впечатлил на мировом первенстве, но был выбран иранский тренер Амир Галенои.
9 октября 2008 года Денизли подписал контракт на один год с «Бешикташем». 30 мая под руководством Денизли команда завоевала 13-й титул чемпиона Турции. Денизли стал первым турецким тренером «Бешикташа», который выиграл с командой чемпионат страны. 2 июня 2010 года Денизли подал в отставку, как сообщают турецкие источники, из-за медицинских причин.
23 декабря 2011 года Денизли подписывает контракт с «Персеполисом» и возвращается в свою бывшую команду, после 4 лет. Его команда финиширует на 12 месте, худший результат за историю клуба. 22 июня 2012 года он покинул клуб по семейным обстоятельствам.
24 декабря 2012 года Денизли заключил контракт с «Ризеспором», командой из Первой лиги Турции. 28 апреля 2013 года «Ризеспор» поднимается в высший дивизион Турции в Суперлигу.
Денизли подписал контракт с «Хазар-Ленкорань» на полтора года. 16 мая 2014 года контракт между Мустафой Денизли и «Хазар-Ленкоранью» был расторгнут.

## Достижения

### Игрок
Алтай:
- Кубок Турции (2): 1966/67, 1979/80

### Тренер
Галатасарай
- Чемпион Турции (1): 1987/88
- Кубок Турции (1): 1990/91
- Суперкубок Турции (2): 1988, 1991
- Полуфиналист Кубка европейских чемпионов: 1988/89
- Четвертьфиналист Кубка обладателей кубка: 1991/92

Турция
- Четвертьфиналист Чемпионата Европы: 2000

Фенербахче
- Чемпион Турции (1): 2000/01

ПАС
- Серебряный призёр чемпионата Ирана: 2005/06
- Четвертьфиналист Лиги чемпионов АФК: 2005

Бешикташ
- Чемпион Турции (1): 2008/09
- Кубок Турции (1): 2008/09

### Личные
- Лучший бомбардир Суперлиги: 1979/80 (Алтай)

## Личная жизнь
Женился на Джульетте Арух в 1970 году. В 1977 году в этом браке у него родилась дочь. Развёлся со своей первой женой в 1989 году. Позже Мустафа Денизли женился на Чигдем Кайали, и в 1991 году у них родилась дочь. Его вторая дочь участвует в политике за Республиканскую народную партию Турции. В 2003 году Денизли развёлся со своей второй женой. Позже в 2010 году он женился в третий раз, на Эвин Эльчи. Она увлекается социологией, а также является дочерью бывшего министра Шерафеттина Эльчи.

## Статистика

### Статистика игрока

#### Клубная
| Клуб             | Сезон            | Лига | Лига  | Кубок | Кубок | Еврокубки | Еврокубки | Всего | Всего |
| Клуб             | Сезон            | Игр  | Голов | Игр   | Голов | Игр       | Голов     | Игр   | Голов |
| ---------------- | ---------------- | ---- | ----- | ----- | ----- | --------- | --------- | ----- | ----- |
| Алтай            | 1967/68          | 7    | 3     | 6     | 4     | -         | -         | 13    | 7     |
| Алтай            | 1968/69          | 24   | 3     | 5     | -     | 2         | 1         | 31    | 4     |
| Алтай            | 1969/70          | 27   | 8     | 3     | -     | 2         | -         | 32    | 8     |
| Алтай            | 1970/71          | 28   | 5     | 2     | -     | -         | -         | 30    | 5     |
| Алтай            | 1971/72          | 28   | 10    | 10    | 2     | -         | -         | 28    | 12    |
| Алтай            | 1972/73          | 25   | 12    | 2     | -     | -         | -         | 27    | 12    |
| Алтай            | 1973/74          | 25   | 7     | 6     | 2     | -         | -         | 31    | 9     |
| Алтай            | 1974/75          | 28   | 5     | 2     | -     | -         | -         | 30    | 5     |
| Алтай            | 1975/76          | 22   | 4     | -     | -     | -         | -         | 22    | 4     |
| Алтай            | 1976/77          | 26   | 10    | 2     | -     | -         | -         | 28    | 10    |
| Алтай            | 1977/78          | 27   | 5     | 3     | -     | 2         | 3         | 32    | 8     |
| Алтай            | 1978/79          | 23   | 9     | 9     | 4     | -         | -         | 32    | 13    |
| Алтай            | 1979/80          | 22   | 12    | 8     | 7     | -         | -         | 30    | 19    |
| Алтай            | 1980/81          | 21   | 9     | 2     | 1     | 1         | -         | 24    | 10    |
| Алтай            | 1981/82          | 26   | 12    | 4     | 2     | -         | -         | 30    | 14    |
| Алтай            | 1982/83          | 27   | 7     | 4     | 2     | -         | -         | 31    | 9     |
| Алтай            | Всего            | 386  | 121   | 68    | 24    | 7         | 4         | 461   | 149   |
| Галатасарай      | 1983/84          | 15   | 3     | 7     | 2     | -         | -         | 22    | 5     |
| Галатасарай      | Всего            | 15   | 3     | 7     | 2     | 0         | 0         | 22    | 5     |
| Всего за карьеру | Всего за карьеру | 401  | 124   | 75    | 26    | 7         | 4         | 483   | 154   |

#### Национальная статистика
| Сборная Турции | Сборная Турции | Сборная Турции |
| Год            | Игры           | Голы           |
| -------------- | -------------- | -------------- |
| 1977           | 4              | 1              |
| 1979           | 6              | 1              |
| 1980           | 1              | 0              |
| Всего          | 10             | 2              |

Голы за сборную

| Гол | Дата            | Место                         | Оппонент  | Счёт | Результат | Турнир                    |
| --- | --------------- | ----------------------------- | --------- | ---- | --------- | ------------------------- |
| 1.  | 6 апреля 1977   | 19 мая, Анкара, Турция        | Финляндия | 1-0  | 1-2       | Товарищеский матч         |
| 2.  | 28 октября 1979 | Empire Stadium, Гзира, Мальта | Мальта    | 0-2  | 1-2       | Евро-1980 отборочный матч |

### Тренерская статистика
| Команда          | Страна      | С     | До    | Статистика | Статистика | Статистика | Статистика | Статистика |
| Команда          | Страна      | С     | До    | И          | Поб        | Н          | Пор        | Поб %      |
| ---------------- | ----------- | ----- | ----- | ---------- | ---------- | ---------- | ---------- | ---------- |
| Галатасарай      | Турция      | 1987  | 1989  | 99         | 60         | 22         | 17         | 060,61     |
| Алеманния (Ахен) | ФРГ         | 1989  | 1990  | 15         | 5          | 1          | 9          | 033,33     |
| Галатасарай      | Турция      | 1990  | 1992  | 77         | 47         | 14         | 16         | 061,04     |
| Коджаэлиспор     | Турция      | 1994  | 1996  | 81         | 34         | 23         | 24         | 041,98     |
| Турция           | Турция      | 1996  | 2000  | 35         | 11         | 10         | 14         | 031,43     |
| Фенербахче       | Турция      | 2000  | 2001  | 66         | 40         | 8          | 18         | 060,61     |
| Манисаспор       | Турция      | 2003  | 2004  | 39         | 20         | 8          | 11         | 051,28     |
| ПАС              | Иран        | 2004  | 2006  | 51         | 26         | 17         | 8          | 050,98     |
| Персеполис       | Иран        | 2006  | 2007  | 30         | 14         | 11         | 5          | 046,67     |
| Бешикташ         | Турция      | 2008  | 2010  | 82         | 45         | 17         | 20         | 054,88     |
| Персеполис       | Иран        | 2011  | 2012  | 24         | 8          | 7          | 9          | 033,33     |
| Ризеспор         | Турция      | 2012  | 2013  | 17         | 10         | 2          | 5          | 058,82     |
| Хазар-Ленкорань  | Азербайджан | 2013  | 2014  | 25         | 10         | 9          | 6          | 040,00     |
| Всего            | Всего       | Всего | Всего | 641        | 330        | 149        | 162        | 051,48     |